# Анандејл (Вирџинија)
Анандејл (енгл. Annandale) насељено је место без административног статуса у америчкој савезној држави Вирџинија.

## Демографија
По попису из 2010. године број становника је 41.008, што је 13.986 (-25,4%) становника мање него 2000. године.
| Група             | 2000.          | 2010.          |
| Белци             | 31.453 (57,2%) | 14.986 (36,5%) |
| Афроамериканци    | 3.224 (5,9%)   | 3.533 (8,6%)   |
| Азијати           | 10.647 (19,4%) | 10.103 (24,6%) |
| Хиспаноамериканци | 7.966 (14,5%)  | 11.326 (27,6%) |
| Укупно            | 54.994         | 41.008         |